# Bunmeiron no gairyaku
 (文明論之概略, Ébauche d'une théorie de la civilisation) est un essai historique publié par Fukuzawa Yukichi le 20 août 1875.
Fukuzawa Yukichi cherche à inscrire l'histoire du Japon dans un processus de progrès de la civilisation. Il s'inspire des travaux d'historiens français comme Histoire de la civilisation en Europe de François Guizot ou anglais comme History of Civilization in England de Henry Thomas Buckle pour préciser sa notion de civilisation.